# Policejní prefektura v Paříži

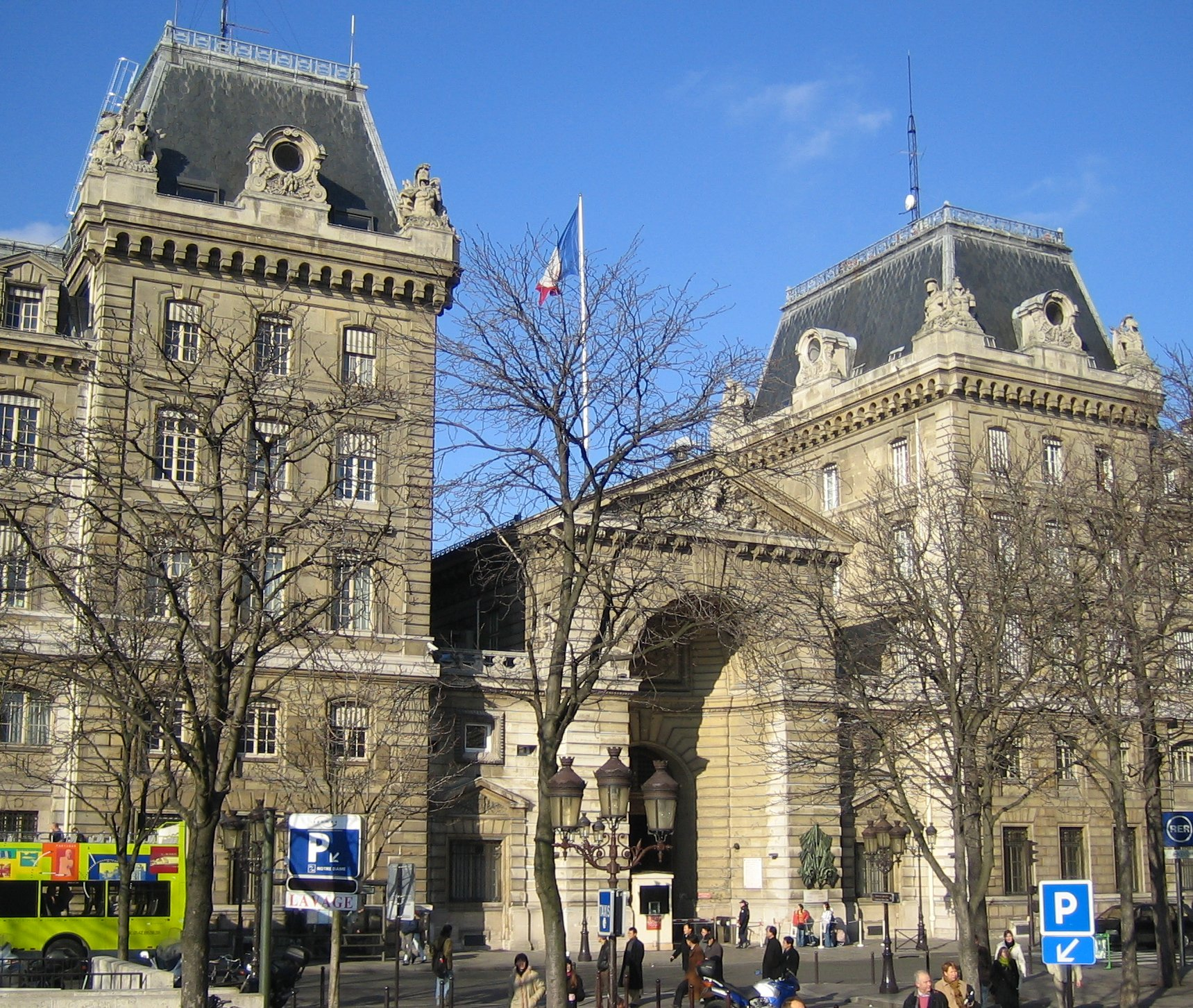
Hlavní vstup do prefektury

Policejní prefektura v Paříži (též Policejní komisařství v Paříži) (francouzsky: Préfecture de police de Paris) je součást národní (státní) policie na území města Paříže a okolí. Nejedná se tedy o městskou policii. V jejím čele stojí policejní prefekt (Préfet de Police) podřízený ministerstvu vnitra. Policejní prefektura plní úkoly francouzské státní policie na území města Paříže a tří departementů, které ji obklopují: Hauts-de-Seine, Seine-Saint-Denis a Val-de-Marne. Kromě toho dohlíží i na záchrannou službu a hasiče, plní administrativní úkoly jako je vydávání průkazů totožnosti, řidičských průkazů a úkoly cizinecké policie. Na dalším území regionu Île-de-France má také omezenou působnost. Sídlí v rozsáhlém komplexu budov na ostrově Cité. Uniformované jednotky se skládají jednak z příslušníků státní policie a dále z dopravních policistů prefektury, kteří dohlížejí na silniční provoz, a kteří nosí speciální uniformy.

## Historie
15. března 1667 vytvořil Ludvík XIV. policejní úřad pro Paříž (lieutenance générale de police), který přebral některé kompetence, jež do té doby vykonával prévôt de Paris. Policejní úřad byl zrušen během Francouzské revoluce v roce 1789 a 17. února 1800 Napoleon I. založil policejní prefekturu. Během 19. století měla prefektura jednak policejní sbory dohlížející na pořádek v Paříži, jednak policejní laboratoře sloužící k vyšetřování.
Během druhé světové války prefektura podléhala Vichistické vládě a spolupracovala s německými úřady. Zvláštní brigády byly zodpovědné za boj proti Résistance a komunistům. Prefektura se podílela na systematickém sčítání židů a organizaci jejich deportací na Vélodrome d'Hiver 16. a 17. července 1942. I v prefektuře však působili členové odboje, kteří prováděli sabotáže vozidel nebo vynášeli informace o deportacích. Mnoho zaměstnanců proto bylo propuštěno a deportováno. Když se Američané blížili k Paříži, Němci se rozhodli odzbrojit policii, která 15. srpna 1944 vstoupila do stávky. 19. srpna odbojové hnutí organizovalo povstání, při kterém se zmocnilo prefektury i kasáren na ostrově Cité. Během osvobozovacích bojů padlo 167 policistů a prefektura obdržela 12. října 1944 od generála de Gaulla Řád čestné legie.

## Správní obvod
Původní obvod prefektury tvořil jen tehdejší departement Seine, včetně měst Saint-Cloud, Sèvres, Meudon a Enghien-les-Bains, které ležely v sousedním departementu Seine-et-Oise. Jednalo se totiž o královské, příp. císařské rezidence, které podléhaly prefektuře. Po reorganizaci departementů v roce 1968 se místní příslušnost rozšířila na město Paříž a tři okolní departementy, takže se správní obvod zvětšil. V regionu Île-de-France je prefektura zodpovědná za koordinaci policejních složek.

## Policejní prefekt
Policejním prefektem je v současné době Bernard Boucault (od 26.6.2012). Je to politický úředník jmenovaný radou ministrů a je podřízen ministerstvu vnitra. Prefekt může v rámci své působnosti a ve spolupráci se starostou přijímat policejní předpisy. Policejní prefekt je současně prefektem pro obranu Paříže (Préfet de la Défense de Zóna de Paris) a tím je zodpovědný i za nevojenskou obranu jako je udržování veřejného pořádku, zajišťování veřejných služeb a koordinace v případě přírodních katastrof.

## Úkoly prefektury
Prefektura je zodpovědná za následující úkoly:
- Zajištění bezpečnosti v Paříži, v případě potřeby společně s armádou
- Vydávání průkazů totožnosti, cestovních pasů, řidičských průkazů, povolení k pobytu a pracovního povolení
- Registrace vozidel a dohled na dopravu
- Registrace spolků
- Ochrana životního prostředí
- Stanovení výprodejů konaných dvakrát do roka
- Povolení letních přestávek v pekárnách, aby bylo zajištěno, že všechny pekárny v jedné čtvrti nebudou uzavřeny
- Koordinace a řízení policie a hasičů

Do roku 1977 nebyl úřad pařížského starosty obsazen, takže policie podléhala výhradně prefektovi. Od té doby postupně přebírá starosta stále více kompetencí ohledně silničního provozu. Od roku 2002 je prefektura odpovědná už pouze za dopravu na hlavních silnicích jako je např. Avenue des Champs-Élysées a na všech ulicích, kde se konají demonstrace. Policejní prefektuře rovněž nepříslušejí některé policejně správní pravomoci (např. stavební povolení).

## Organizace
Prefektura je rozdělena do šesti oddělení:
- Kancelář prefekta, která je pod přímým vedením prefekta:
  - Ředitelství administrativních služeb
  - Služba pro komunikaci
  - Informační a bezpečnostní služba
- Generální sekretariát pro administrativu, kterou rovněž vede přímo prefekt:
  - Ředitelství lidských zdrojů: nábor, kariérní postup, disciplinární záležitosti, platy a důchody, odborné vzdělávání, sociální akce, preventivní lékařské prohlídky
  - Finanční ředitelství: zadávání veřejných zakázek, rozpočet a finanční kontrola
  - Servis nemovitostí: strategie, nákupy, výstavba a údržba nemovitostí
  - Služba pro právní záležitosti a soudní spory: právní poradenství, vedení sporů, právní ochrana zaměstnanců
- Generální sekretariát zóny obrany a bezpečnosti: záležitosti civilní obrany
- Šest policejních ředitelství
  - Ředitelství bezpečnosti v pařížské aglomeraci: spolupráce s ostatními ředitelstvími a složkami policejní prefektury, prevence kriminality, dohled nad bezpečností a veřejným klidem, pátrání a zatčení pachatelů a jejich předání justici, přijímání a vyřizování stížností a oznámení, pomoc veřejnosti a obětem
  - Ředitelství veřejného pořádku a dopravy: je odpovědné za udržování veřejného pořádku manifestacích aj. na veřejných komunikacích, za ochranu sídel státních institucí a diplomatických misí, za kontrolu dodržování dopravních předpisů a za prevenci a boj proti silničním přestupkům.
  - Zpravodajské ředitelství prefektury: je odpovědné za výzkum, analýzu a zpracování informací týkajících se narušení veřejného pořádku a poškození veřejných institucí v Paříži a jejích předměstích. Podílí se na boji proti nelegálnímu přistěhovalectví, nelegálnímu zaměstnávání cizinců, proti terorismu, extremistickým spolkům a sektám, násilí ve městech, černému obchodu a výtržnictví.
  - Regionální ředitelství kriminální policie: z velké části sídlí v Justičním paláci na Zlatnickém nábřeží č. 36, známém z detektivních příběhů o komisařovi Maigretovi, bojuje proti zločinnosti v Paříži i departementech Hauts-de-Seine, Seine-Saint-Denis a Val-de-Marne. Zabývá se organizovaným a specializovaným zločinem.
  - Generální inspektorát: vykonává kontrolu majetku, vnitřní správní a soudní vyšetřování a audit
  - Provozní ředitelství technických služeb a logistiky: je zodpovědné za užívání speciálních zařízení nebo technologií při plnění zvláštních operací, dohlíží na informační a komunikační systémy, zajišťuje nákup, nasazení a údržbu výpočetní techniky, kolejových vozidel, oblečení, zbraní, vybavení, reprografických zařízení a speciálního technického materiálu, stará se o říční brigádu, leteckou základnu, autoškolu a výcvik.
  - Brigáda hasičů (záchranná služba první pomoci a hasičské sbory)
- Dvě administrativní ředitelství
  - Ředitelství dopravy a ochrany veřejnosti: prevence a ochrana zdraví, boj proti znečišťování ovzduší, dohled na dodržování protipožárních předpisů ve veřejných budovách, kontrola dopravy a parkování, sledování bezpečnosti silničního provozu,
  - Generální policejní ředitelství: je odpovědné za dodržování občanských svobod, dohled nad cizinci a vydávání úředních dokumentů - nabytí, držení nebo ztráta francouzského státního občanství, vydávání dokladů totožnosti a cestovních pasů, udělování loveckých povolení, registrace motorových vozidel, technická kontrola vozidel, povolení k nabývání, držení a nošení zbraní, povolení činnosti soukromých bezpečnostních agentur, zpracování žádostí o zřízení kamerového systému, výdej, pozastavení, zrušení a odebrání řidičských oprávnění, dohled nad autoškolami, má funkci cizinecké policie.
- Specializované služby
  - Centrální laboratoř: především ochrana životního prostředí, příčiny vzniku požárů atd. Další specializované laboratoře (chemické analýzy, bezpečnost přístrojů, balistika, toxikologie, daktyloskopie, vzorky DNA) byly z prefektury převedeny na samostatnou organizaci Národní policejní vědecký ústav, který je řízen přímo ministerstvem vnitra.
  - Ústav soudního lékařství: zkoumá osoby zemřelé při dopravních nehodách a násilných činech
  - Psychiatrická léčebna
  - Veterinární správa

## Finance a zaměstnanci
Prefektura je financována městem Paříž spolu s dalšími obcemi (celkem 488 milionů €) a státem (1 miliarda €).
Prefektura má celkem 19 647 státních zaměstnanců, z nichž je 17 979 policistů, 748 správních zaměstnanců státní policie, techniků, vědců a 20 dalších státních úředníků, 5765 obecních zaměstnanců a 6840 vojáků (hasiči).
Prefektura má k dispozici 494 zařízení a 6120 vozidel, včetně letadel a požárních vozů.